# 八線副唇魚
八線副唇魚，為輻鰭魚綱鱸形目隆頭魚亞目隆頭魚科的其中一種，分布於西印度洋的紅海海域，棲息深度5-45公尺，本魚成魚體側具有8條深色縱紋，尾鰭圓形，體長可達9公分，棲息在臨海礁石區，生活習性不明，可作為觀賞魚。

## 相关资料
- Froese, R. & Pauly, D. (eds.) (2013). Paracheilinus octotaenia. FishBase. Version 2013-08.

## 擴展閱讀
維基物種上的相關：八線副唇魚